# تساوي (رياضيات)

رمز التساوي في الرياضيات

المساواة هي المبدأ العام للتعبير عن تعادل كميتين أو تعبيرين رياضيين.
علاقة التساوي هي أبسط نموذج لعلاقات أكثر عموما تسمى علاقات تكافىء. هذه العلاقات تتميز بكونها انعكاسية وتناظرية ومتعدية.

## العلاقة مع علاقات التكافئ تساوي الشكل
انظر إلى علاقة تكافؤ وإلى تساوي الشكل